# Baškovce (Prešov)
|  | No s'ha de confondre amb Baškovce (Košice). |

Baškovce és un poble i municipi d'Eslovàquia. Es troba a la regió de Prešov, al nord del país.

## Història
La primera referència escrita de la vila data del 1410.

## Demografia
| Godina             | 1994 | 2004   | 2014   | 2024   |
| ------------------ | ---- | ------ | ------ | ------ |
| Nombre de persones | 438  | 426    | 427    | 388    |
| Diferència         |      | −2,73% | +0,23% | −9,13% |

| Godina             | 2023 | 2024   |
| ------------------ | ---- | ------ |
| Nombre de persones | 395  | 388    |
| Diferència         |      | −1,77% |